# كريستينا تشونج
كريستينا تشونغ (بالإنجليزية: Christina Chong)‏ ولدت 18 سبتمبر 1983 في منطقة أنفيلد  هي ممثلة إنجليزية. ظهرت في العديد من الأدوار البارزة في السينما والتلفزيون، منها مسلسل مونرو وسلسلة خط الواجب وسلسلة هيلو والمرآة السوداء ودكتور هو (السلسلة 6) و24: عش يوم آخر.

## الحياة المبكرة والتعليم
ولدت تشونغ في إنفيلد لأب صيني وأم إنجليزية، ونشأت مع إخوتها الخمسة في بروكسبورن. بعد انفصال والديها، انتقلت مع والدتها إلى لونجريدج. بدأت تشونغ الرقص في سن الرابعة والتحقت بمدرسة ساتكليف للرقص، ثم حصلت في سن الرابعة عشرة على مكان في أكاديمية إيطاليا كونتي للفنون المسرحية بلندن، حيث تخرجت بعد خمس سنوات.
بعد التخرج، شاركت في مسرحية "عايدة" الموسيقية لإلتون جون في إيسن، لكن إصابة أنهت مسيرتها في المسرح الموسيقي. انتقلت بعدها إلى التمثيل، ودرست لمدة 18 شهرًا في مسرح لي ستراسبيرج ومعهد السينما في نيويورك. عند عودتها إلى لندن، وجدت صعوبة في الحصول على أدوار رئيسية، فعملت في أدوار صغيرة وأعطت دروسًا في التمثيل لدعم نفسها، كما شاركت في ملكية مطعم والدها.

## حياة مهنية
في عام 2011، حققت تشونغ انطلاقتها بأدوار داعمة في أفلام W.E. وجوني إنجلش ريبورن، وظهرت في حلقة من دكتور هو بعنوان الرجل الصالح يذهب إلى الحرب، كما شاركت في المسلسل الطبي *مونرو* كعضو منتظم. خلال السنوات الثلاث التالية، ظهرت في أدوار منتظمة وضيفة في عدد من المسلسلات التلفزيونية الإنجليزية والأمريكية.
في عام 2014، تم اختيارها لدور ثانوي في حرب النجوم: القوة تنهض، لكن مشاهدها لم تُدرج في النسخة النهائية. وفي 2015، أدت دورًا متكررًا في الموسم الثاني من مسلسل دومينيون على قناة ساي فاي، حيث جسدت شخصية زوي هولواي، عضو في فيلق رئيس الملائكة فيغا وقائدة تمرد الطبقات الدنيا في المدينة.
بحلول عام 2023، انضمت تشونغ إلى فريق التمثيل الرئيسي لمسلسل ستار تريك: عوالم جديدة غريبة على باراماونت+، حيث لعبت دور لاآن نونين سينغ، سليل شخصية خان نونين سينغ.

## فيلموغرافيا

### أفلام
| سنة  | عنوان                        | دور              |
| ---- | ---------------------------- | ---------------- |
| 2008 | زفاف كيميائي                 | مي لينغ          |
| 2010 | إرث                          | جين              |
| 2011 | نحن                          | تينتين           |
| 2011 | جوني إنجلش ريبورن            | باربرا           |
| 2015 | اليوم الذي يسبق ليلة الميلاد | كارين            |
| 2015 | حرب النجوم: القوة يوقظ       | المشاهد المحذوفة |
| 2021 | توم و جيري                   | لولا             |

### مسلسلات
| سنة         | عنوان                        | دور                | ملاحظات                    |
| ----------- | ---------------------------- | ------------------ | -------------------------- |
| 2011        | دكتور هو                     | دلو لورنا          | " رجل طيب يذهب إلى الحرب " |
| 2011-12     | لوحة مونرو                   | سارة ويتني         | الموسم 2                   |
| 2012        | وايت تشابل                   | ليزي بيبر          | 2 حلقة                     |
| 2011        | حساسية الموضوع               | دي سي امبر ويليامز | 2 أجزاء                    |
| 2013        | مرآة سوداء                   | تامسين             | " لحظة والدو "             |
| 2013        | الرجل الخطأ                  | ماي وو             |                            |
| 2014 ، 2021 | خط الواجب                    | دي نيكولا روجرسون  | الموسم 2 و 6               |
| 2014        | هالو: الليل                  | ماسر               | 5 حلقات                    |
| 2014        | 24: عش يوم آخر               | ماريانا            | 5 حلقات                    |
| 2015        | دومينيون                     | زوي                |                            |
| 2016        | من الملوك والأنبياء          | رزفة               | 9 حلقات                    |
| 2017        | سلوك سيء                     | كيرا               |                            |
| 2018        | ضد الرصاص                    | نيل ماكبرايد       | 6 حلقات                    |
| 2019        | ورثة الليل                   | كالفينا            |                            |
| 2022        | ستار تريك: عوالم جديدة غريبة | لان نونين سينغ     | مرحلة ما بعد الإنتاج       |

## روابط خارجية
- كريستينا تشونغ على موقع IMDb (الإنجليزية)
- كريستينا تشونغ على موقع ميتاكريتيك (الإنجليزية)
- كريستينا تشونغ على موقع روتن توميتوز (الإنجليزية)
- كريستينا تشونغ على موقع ميوزك برينز (الإنجليزية)
- كريستينا تشونغ على موقع قاعدة بيانات الفيلم (الإنجليزية)